# Vadim Yevséyev
Vadim Valentínovich Yevséyev (en ruso: Вадим Валентинович Евсеев; 8 de enero de 1976) es un exfutbolista ruso que se desempeñaba como lateral derecho y fue internacional con la selección de fútbol de Rusia. Actualmente es entrenador.

## Clubes

### Jugador
| Club                         | País        | Año       |
| ---------------------------- | ----------- | --------- |
| FC Spartak de Moscú          | Rusia       | 1996-1998 |
| FC Torpedo Moscú             | Rusia       | 1999      |
| FC Lokomotiv Moscú           | Rusia       | 2000-2006 |
| FC Saturn Moskovskaya Oblast | Rusia       | 2007-2010 |
| FC Torpedo Zhodino           | Bielorrusia | 2011      |
| PFC Arsenal Tula             | Rusia       | 2012      |

### Entrenador
| Club                                 | País  | Año       |
| ------------------------------------ | ----- | --------- |
| Tekstilshchik Ivanovo(2º entrenador) | Rusia | 2012-2015 |
| FC Amkar Perm(2º entrenador)         | Rusia | 2015-2017 |
| Tekstilshchik Ivanovo                | Rusia | 2017      |
| FC Amkar Perm(2º entrenador)         | Rusia | 2017-2018 |
| FC Amkar Perm                        | Rusia | 2018      |
| FC Anzhi Makhachkala                 | Rusia | 2018      |
| SKA-Khabarovsk                       | Rusia | 2018-2019 |
| FC Ufa                               | Rusia | 2019-2020 |

## Palmarés
FC Spartak de Moscú
- Liga Premier de Rusia: 1995-96, 1996-97, 1997-98, 1998-99
- Copa de Rusia: 1998

FC Lokomotiv de Moscú
- Liga Premier de Rusia: 2001-02, 2003-04
- Copa de Rusia: 2000, 2001
- Supercopa de Rusia: 2003